# Schronisko na Kaczmarce Piąte
Schronisko na Kaczmarce Piąte – jaskinia na wzgórzu Kaczmarka we wsi Czatachowa w województwie śląskim, w powiecie myszkowskim, w gminie Żarki. Znajduje się w lesie, w pobliżu wąskiej asfaltowej drogi z Czatachowej do osady Ostrężnik. Drogą tą prowadzi niebieski Szlak Warowni Jurajskich.

## Opis obiektu
Schronisko znajduje się u północnych podnóży skały, u wylotu otwartej od góry szczeliny, która prowadzi w stronę zachodniego otworu Jaskini Poziomej. Schronisko ma trójkątny otwór o szerokości 1,5 m i wysokości. Znajduje się za nim 3-metrowy korytarzyk, który obniża się i zwęża przekształcając się w niedostępną dla ludzi szczelinę.
Schronisko powstało w późnojurajskich wapieniach skalistych na pionowym pęknięciu o równoleżnikowym przebiegu. Jest widne, suche i bez nacieków, a jego spąg przykryty jest próchnicą.
Po raz pierwszy schronisko to opisał M. Czepiel w lutym 2001 r. On też sporządził jego plan.

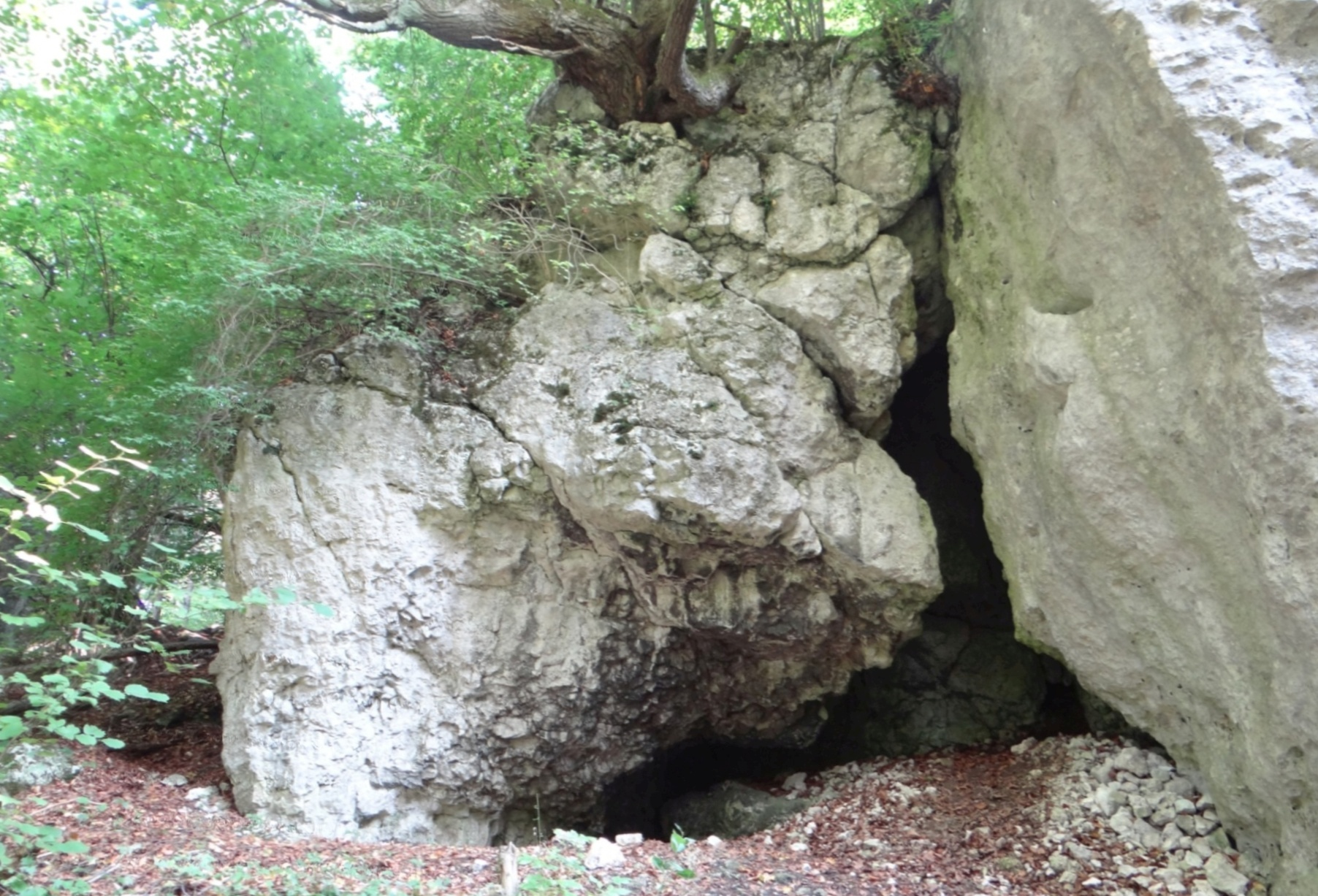
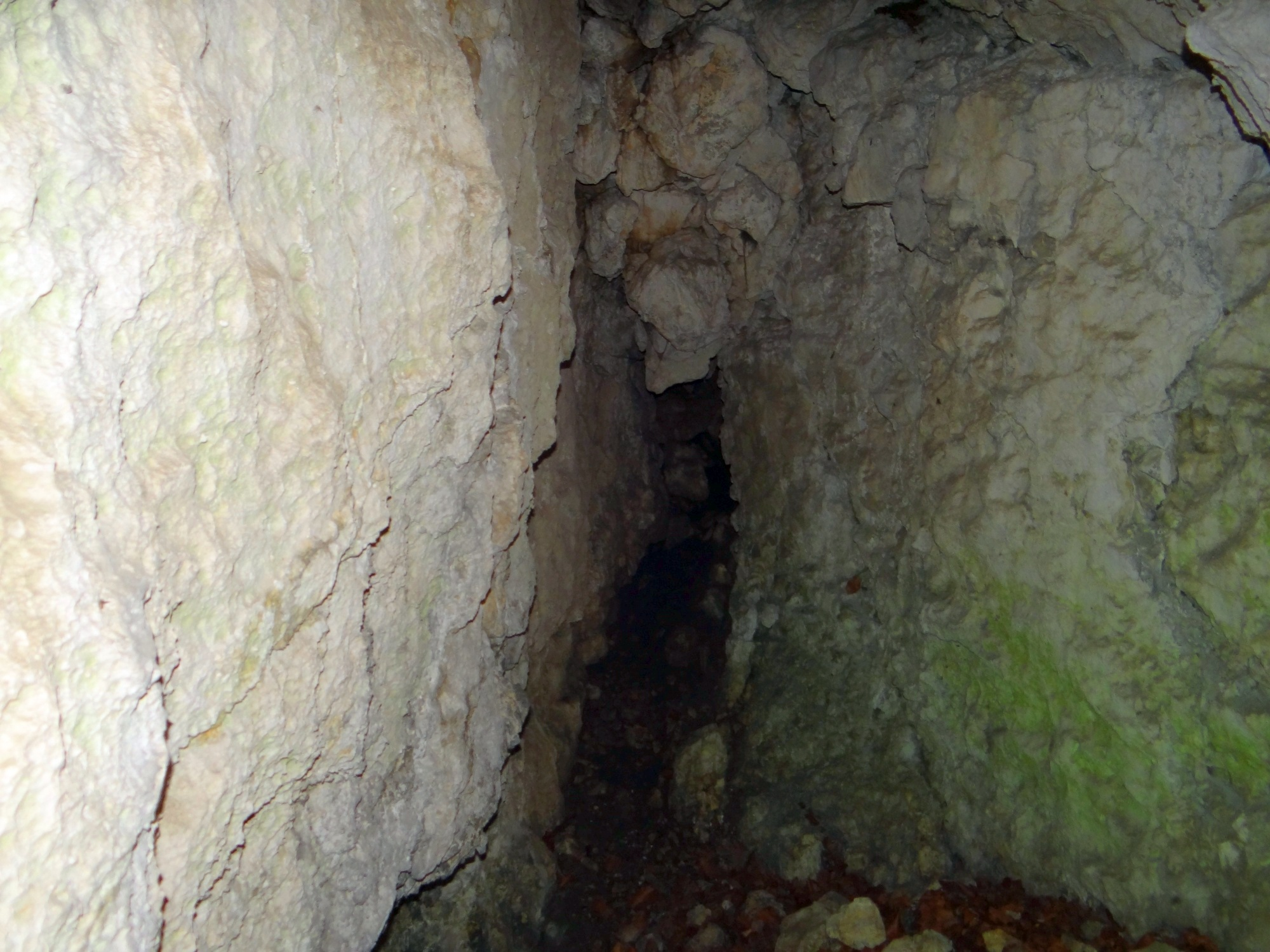
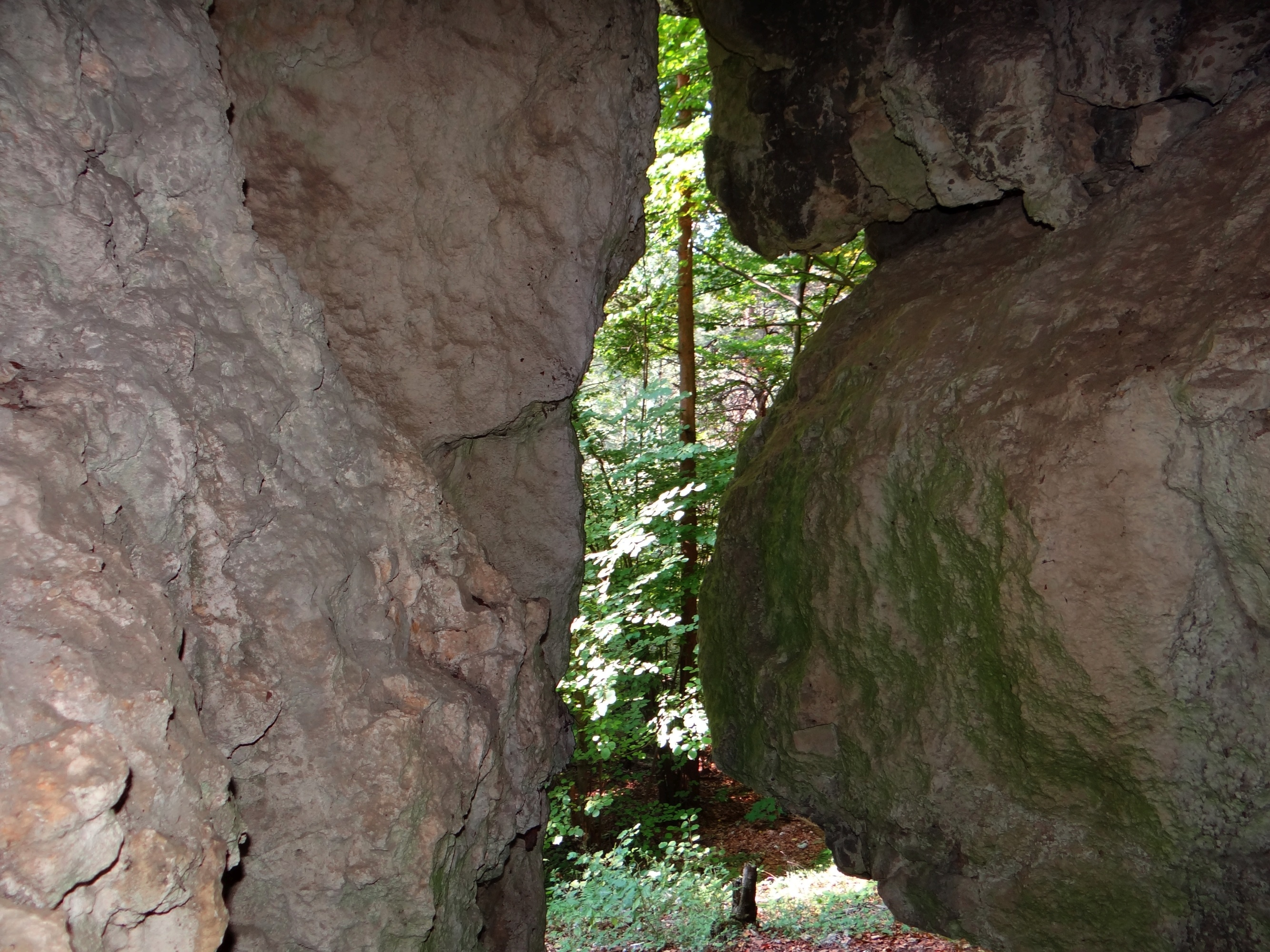
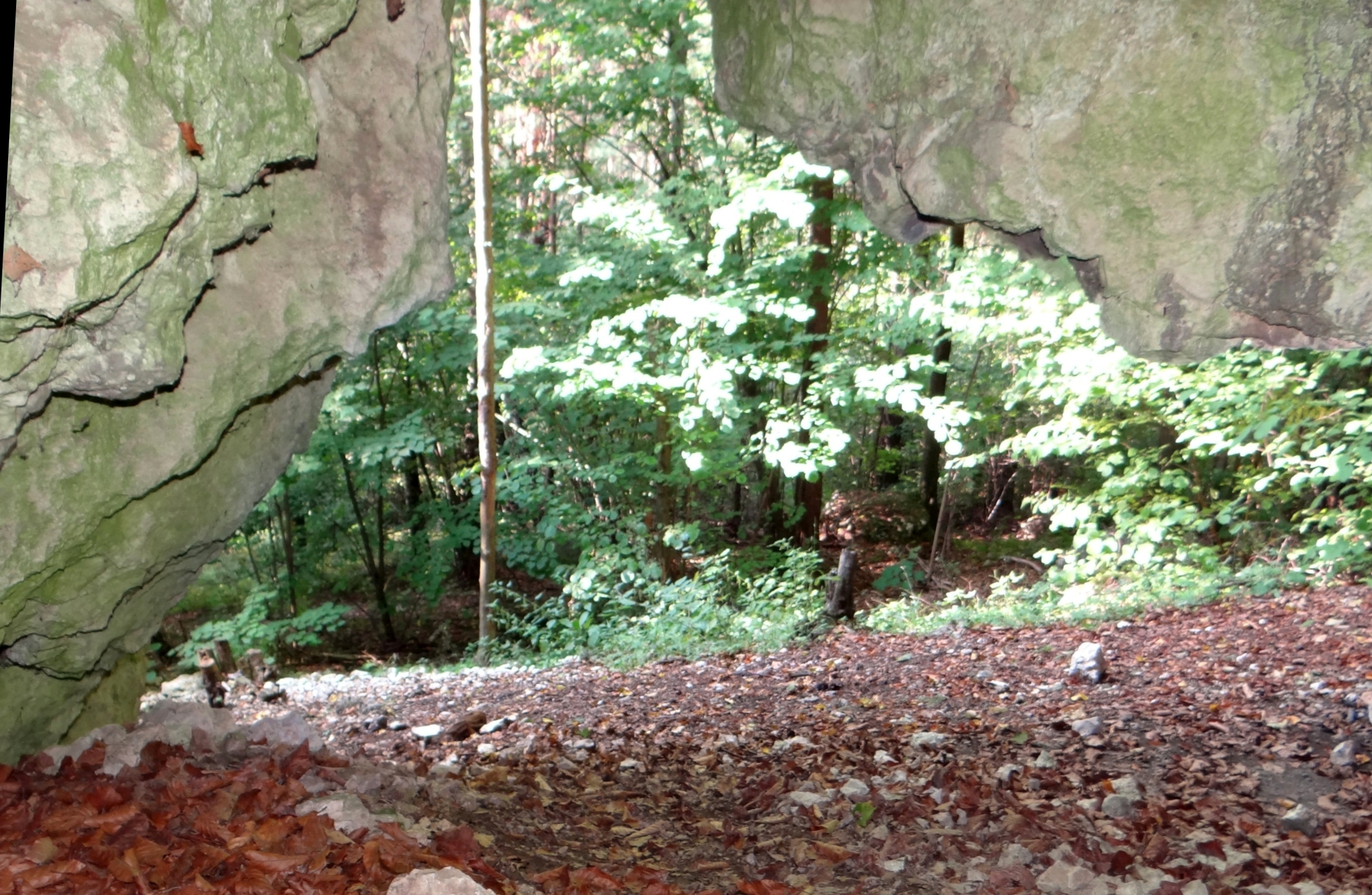

W tych samych skałach co Schronisko na Kaczmarce V i Jaskinia Pozioma znajduje się jeszcze Schronisko na Kaczmarce Trzecie i Schronisko na Kaczmarce Czwarte.